# Bất đẳng thức Minkowski
Trong giải tích toán học, bất đẳng thức Minkowski dẫn đến kết luận rằng các không gian Lp là các không gian vector định chuẩn. Giả sử S là một không gian đo, giả sử 1 ≤ p ≤ ∞, đồng thời f và g là các phần tử của Lp(S) Khi đó f + g cũng thuộc Lp(S), và chúng ta có
{\displaystyle \|f+g\|_{p}\leq \|f\|_{p}+\|g\|_{p}}
dấu đẳng thức xảy ra chỉ khi f và g phụ thuộc tuyến tính.
Bất đẳng thức Minkowski chính là bất đẳng thức tam giác trong Lp(S). Có thể chứng minh nó bằng cách dùng bất đẳng thức Holder.
Cũng như bất đẳng thức Holder, có thể đưa bất đẳng thức Minkowski về các trường hợp đặc biệt cho các dãy và các vector bẳng cách dùng khái niệm độ đo kiểu đếm được:
{\displaystyle \left(\sum _{k=1}^{n}|x_{k}+y_{k}|^{p}\right)^{1/p}\leq \left(\sum _{k=1}^{n}|x_{k}|^{p}\right)^{1/p}+\left(\sum _{k=1}^{n}|y_{k}|^{p}\right)^{1/p}}
với mọi số thực (hay số phức) x1,..., xn, y1,..., yn và n là số chiều của S.